# Ohio Express
Ohio Express es un grupo estadounidense de pop de finales de la década de 1960, con multitud de sencillos de éxito en sus orígenes, entre los que destaca Yummy Yummy Yummy. Tras su separación en 1970, el grupo ha vuelto a estar activo de forma esporádica. Aunque el nombre hacía referencia a un "grupo", es más preciso considerar a Ohio Express como una marca empleada por Jerry Kasenetz y Jeffrey Katz con la compañía discográfica Super K Productions para lanzar diferentes canciones de diversos artistas.

## Discografía

### Sencillos
- Octubre de 1967: Beg, Borrow and Steal / Maybe
- Febrero de 1968: Try It / Soul Struttin'
- Mayo de 1968: Yummy Yummy Yummy / Zig Zag
- Agosto de 1968: Down at Lulu's / She's Not Comin' Home
- Octubre de 1968: Chewy Chewy / Firebird
- Febrero de 1969: Sweeter Than Sugar / Bitter Lemon
- Marzo de 1969: Mercy / Roll It Up
- Junio de 1969: Pinch Me (Baby Convince Me) / Peanuts
- Septiembre de 1969: Sausalito (Is the Place to Go) / Make Love Not War
- Noviembre de 1969: Cowboy Convention / The Race (That Took Place)
- Marzo de 1970: Love Equals Love / Peanuts
- Septiembre de 1970: Hot Dog / Ooh La La

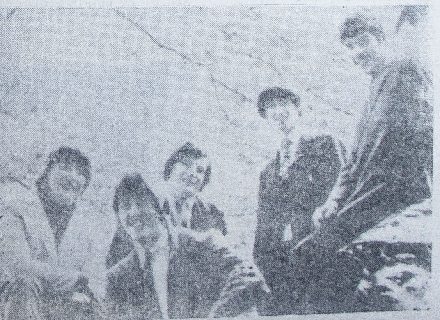
Foto publ. en 1969 en la revista indonesia Aktuil

### Álbumes
- 1967: Beg, Borrow & Steal
- 1968: Ohio Express
- 1969: Chewy, Chewy
- 1969: Mercy